# Minamimaki
Minamimaki (南牧村?, Minamimaki-mura) è un villaggio giapponese della prefettura di Nagano.